# Daviston (Carolina del Sur)
Daviston es un lugar designado por el censo ubicado en el condado de Marion en el estado estadounidense de Carolina del Sur. En el Censo de 2020 tenía una población de 417 habitantes y una densidad poblacional de 124,85 habitantes por km². Fue incluido como CDP en el censo de 2020.

## Geografía
Daviston se encuentra ubicado en las coordenadas 33°53′13″N 79°22′34″O / 33.88694, -79.37611. Según la Oficina del Censo de los Estados Unidos,  tiene una superficie total de 3,34 km², todos correspondientes a tierra firme.